# Umbrische Schule

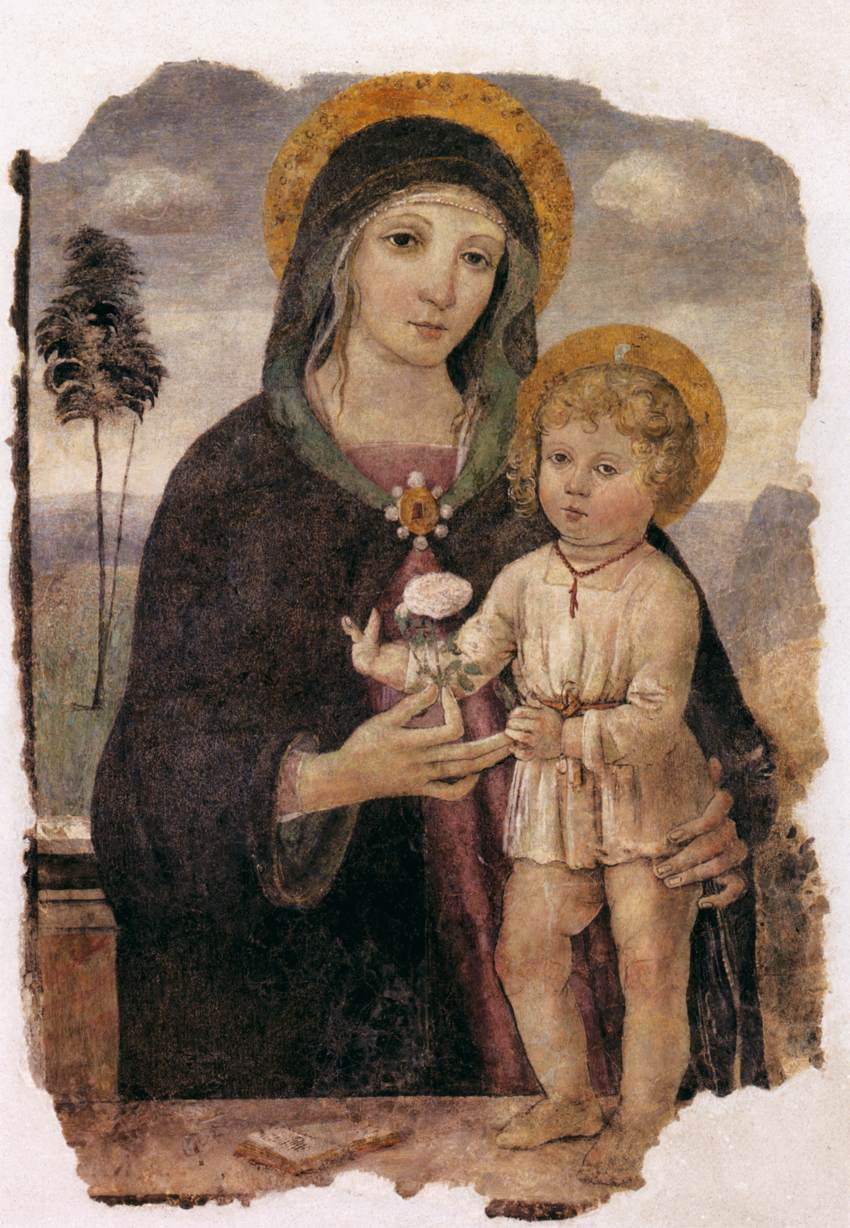
Bartolomeo Caporali : Madonna mit Kind, Fresko, Umbrische Schule, 15. Jahrhundert

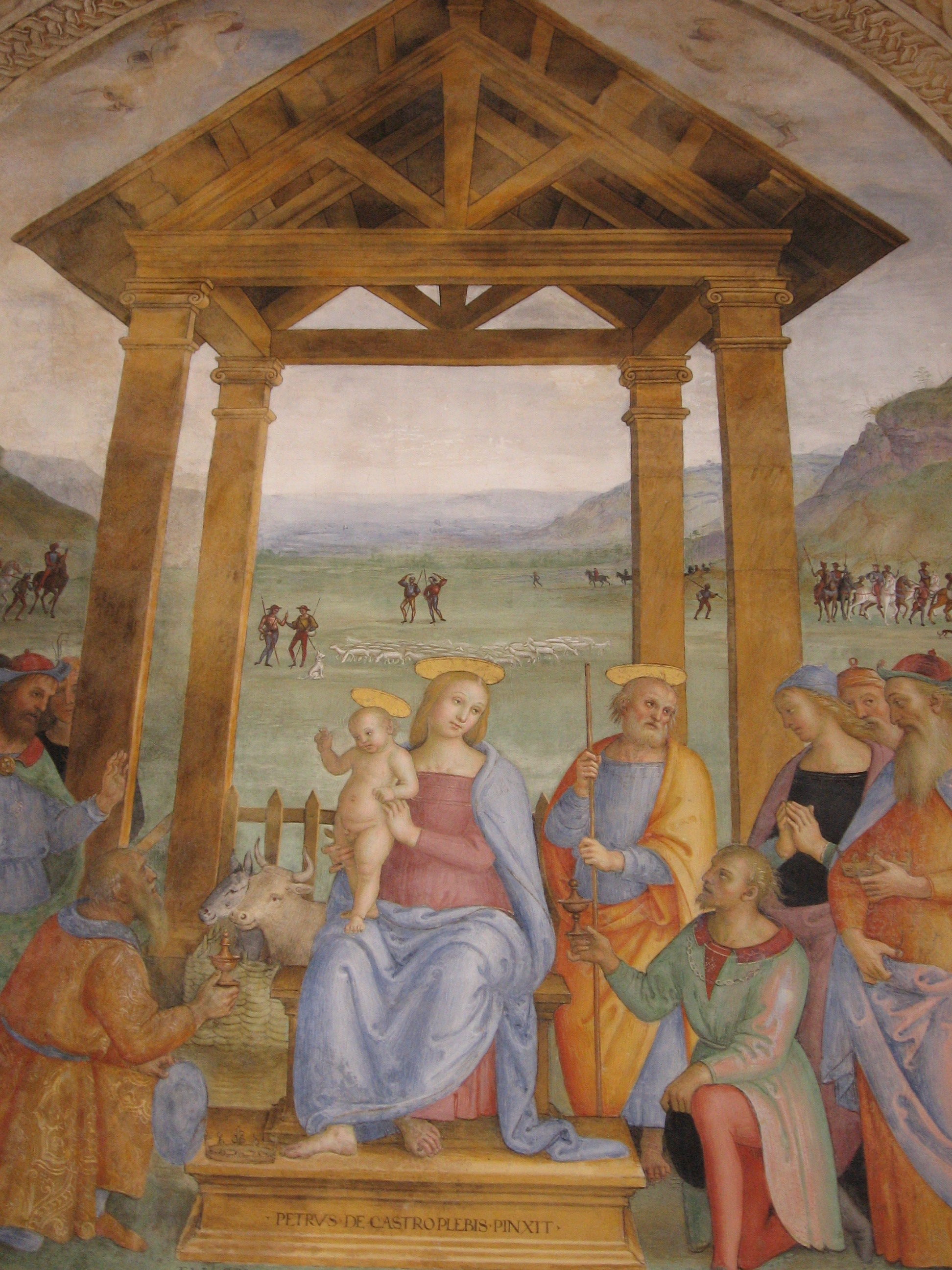
Pietro Perugino: Anbetung der Könige, Fresko, Umbrische Schule, 15. Jahrhundert

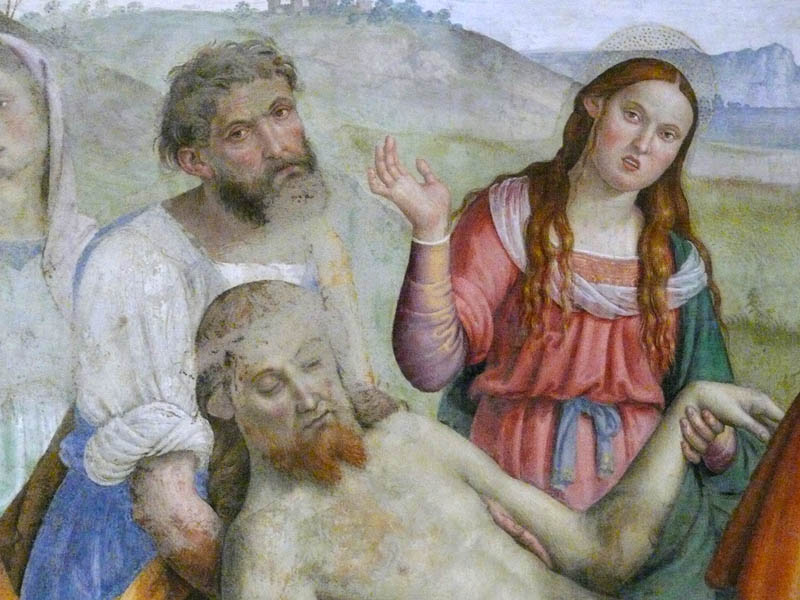
Giovanni di Pietro, genannt Lo Spagna: Grablegung (Detail), Fresko, Umbrische Schule, 15. Jahrhundert

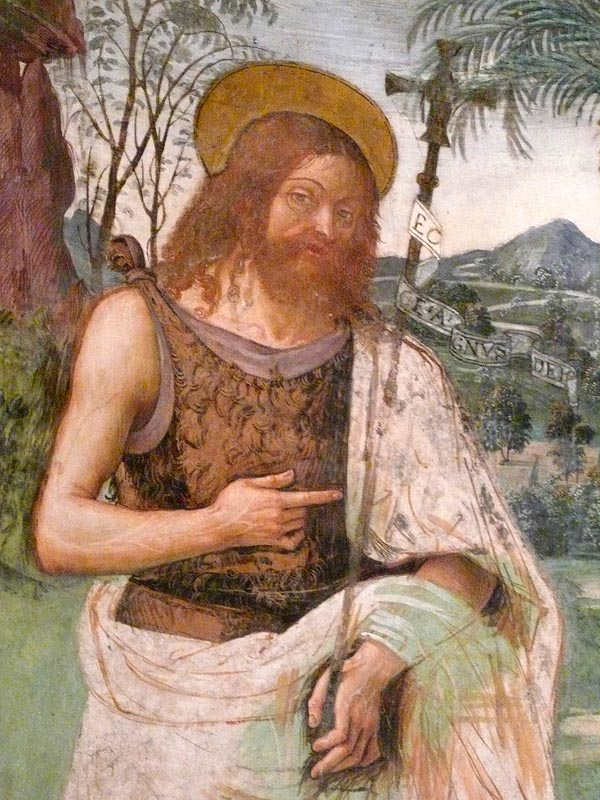
Pinturicchio: Johannes Baptista, Fresko, Umbrische Schule, 15. Jahrhundert

Unter der Bezeichnung Umbrische Schule (it. Scuola Umbra) werden in der Kunstgeschichte einige italienische Maler zusammengefasst, die ab der Mitte des 15. Jahrhunderts in Umbrien  tätig waren. Vor allem in Perugia, der wichtigsten Stadt der Gegend, entwickelten sie einen vom Rest Norditaliens leicht abgewandelten und eigenständigen Stil der italienischen Renaissance. Neben den Werken von bekannteren Malern wie Pinturicchio werden der Umbrischen Schule auch zahlreiche Bilder von namentlich nicht bekannten Künstlern  zugerechnet, wenn sie die typischen Merkmale dieses Stils zeigen.

## Schule von Perugia
Die meisten der Maler der  Umbrische Schule stammen aus der Gegend um Perugia oder waren zumindest in Perugia tätig. Daher wird die Umbrische Schule manchmal auch als Schule  von Perugia bezeichnet. Dieser Begriff wird dann meist bei den Bildern angewandt, die dem Malstil des Hauptvertreters der Umbrischen Schule Pietro Perugino nahestehen.

## Entstehung
Als Hauptgrund, dass sich ab der Mitte des 15. Jahrhunderts in Perugia ein eigener Stil entwickeln konnte, wird der Rückgang der seit dem 13. Jahrhundert bestehenden künstlerischen Vorherrschaft der sogenannten Schule von Siena, der Malerei aus der Stadt Siena in Norditalien angegeben. Allerdings ist dies nicht unbedingt durch zeitgenössische Dokumente oder Berichte nachweisbar und es könnten auch andere Gründe für das rasche Aufblühen eines eigenen Stils in Umbrien gesehen werden. So ging damals auch die Anziehungskraft des anderen Zentrums der Malerei, der Stadt Florenz zurück und sie zog im 15. Jahrhundert  weniger Maler aus den umliegenden Provinzen an. Jedoch haben zahlreiche der frühen Vertreter einer umbrischen Schule noch in Florenz oder eventuell auch noch in Siena ihre Ausbildung erhalten, was weiterhin die Frage offenlässt, warum genau sie dann aus diesen Städten in die Region um Perugia zurückkehrten.

## Entwicklung
Als ein Vorläufer der Umbrischen Schule kann der Maler Ottaviano di Martino Nelli (1375–1444) gelten, der unweit von Perugia in Gubbio eine Werkstätte betrieb und von dem Fresken dort und Buchmalereien erhalten sind. Von ihm ging ein gewisser Einfluss auf die nachfolgende Malergeneration der Region aus. Als die ersten  in typisch umbrischem Stil schaffende Maler waren dann Benedetto Bonfigli (1420–1496) aus Perugia und der aus der Nähe von Perugia stammende Niccolo da Foligno (1430–1502). Beide lassen noch den Einfluss florentinischen Malerei erkennen. Weiter ist ein früher Vertreter Nicolò Alunno (1430–1502). Als die Hauptmeister der Umbrischen Schule gelten Pietro Perugino (1445–1523) und Pinturicchio (1454–1513), die beide das Zentrum ihres Schaffens in Perugia selbst hatten.

## Stil
Die Bilder der Umbrischen Schule sind klar und einfach komponiert. Sie entfernen sich damit von der  noch „gefühlvolleren“ Malerei des ausgehenden Mittelalters in anderen Regionen in Italien. Wie die Gelehrten der Renaissance beobachten die Maler ihre Umwelt genau und besonders die Maler aus Perugia selbst versuchen Licht und Farben möglichst naturgetreu darzustellen. Die Perspektive der Bilder und die Architekturdarstellungen sind realistisch berechnet.  Darin kann man eine eigenständige Weiterentwicklung der Perspektivlehre des Florentiner Architekten der Frührenaissance Filippo Brunelleschi erkennen, der vorschrieb, mit Hilfe wissenschaftlicher Methoden die Verhältnisse von Tiefe des Raumes zur Umgebung zu betrachten und wie in der Antike Umsetzung klassischer Proportionen anzustreben. Die Maler der Umbrischen Schule versuchen auch, ihre Figuren  plastisch und realistisch in diesen Proportionen bildlich darzustellen.

## Vertreter (Auswahl)
- Ottaviano Nelli (1375–1444)
- Meister von Fossa (14. Jahrhundert)
- Benedetto Bonfigli (1420–1496)
- Bartolomeo Caporali (1420–1505)
- Nicolò Alunno (1430–1502)
- Fiorenzo di Lorenzo  (1440–1522)
- Niccolo da Foligno (1430–1502)
- Giovanni Santi (1435–1494)
- Melozzo da Forlì (1438–1494)
- Pietro Perugino (1445–1523)
- Luca Signorelli (1445–1523)
- Meister der Gardner-Verkündigung (ungefähr 1450–1500)
- Pinturicchio (1454–1513)
- Giovanni di Pietro, genannt Lo Spagna  (1450–1528)
- Timoteo della Viti (1469–1523)
- Andrea d'Assisi, genannt L’Ingegno (1480–1521)

## Der Einfluss der Umbrischen Schule und Raffael
Aus Perugia gingen Mitarbeitern und Schüler der bedeutenden Vertreter der Schule vielfach nach Rom und beeinflussten dort entscheidend die oberitalienische Malerei.
Auch Raffael da Urbino (1483–1520) folgte anfangs dem Stil der Umbrischen Schule, den schon sein Vater Giovanni Santi vertrat. Um 1500 war Raffael nach Perugia gekommen und bevor er dann auch nach Rom ging als Schüler in die Werkstatt Pietro Peruginos eingetreten.

## Begriffsbildung
Der Begriff  Umbrische Schule begann sich schon gegen Ende des 18. und zu Beginn des 19. Jahrhunderts zu entwickeln. Im Verlauf der Napoleonischen Kriege wurde das Inventar von Gemälden aus Perugia auf der Basis einer Liste von Baldassarre Orsini erstellt und die Bedeutung dieser regionalen Malerei hervorgehoben.